# Centre culturel franco-manitobain
Le Centre culturel franco-manitobain (CCFM) est un organisme situé à Winnipeg, Manitoba. Fondé en 1974, le CCFM a pour mission de promouvoir et de célébrer la culture francophone à travers des activités artistiques, culturelles et communautaires. Il offre une programmation variée comprenant des spectacles, des expositions d’arts visuels, des ateliers et des événements sociaux, favorisant ainsi le développement des arts francophones dans la région. Le CCFM est un lieu de rencontre et de rassemblement pour la communauté, jouant un rôle central dans la préservation et la diffusion de la langue et de la culture françaises au Manitoba.

## Historique
Le Centre culturel franco-manitobain (CCFM) a été établi en tant que société d'État provincial en 1972, à la suite de l'adoption et de la proclamation de la « Loi sur le Centre culturel franco-manitobain » par la province du Manitoba. Le site choisi pour construire le Centre appartenait initialement aux Sœurs du Saint-Nom-de-Jésus-et-de-Marie, qui l'avaient reçu de l'archevêque de Saint-Boniface en 1898. Il abrita la première Académie Saint-Joseph jusqu'en 1913 avant d'être acheté par les Pères Oblats pour devenir le Juniorat de la Sainte-Famille. L'édifice fut démoli en 1971 pour faire place au Centre culturel franco-manitobain, conçu par l'architecte Étienne Gaboury. Le Centre a ainsi ouvert ses portes le 25 janvier 1974 sous l’initiative d'Ed Schreyer, ancien premier ministre, et de Larry Desjardins, alors ministre de la Culture. 
Situé à Saint-Boniface, le quartier francophone de Winnipeg, cet organisme à but non lucratif a pour mission de maintenir, d'encourager et de favoriser toutes les formes d'activités culturelles et artistiques de langue française, ainsi que de rendre la culture canadienne-française et franco-manitobaine accessible à tous les résidents de la province.
Depuis 2018, le CCFM collabore avec des organismes manitobains et canadiens pour organiser le festival « Saint-Boniface célèbre ». Il s’agit d’une série d’activités et de spectacles culturels au mois de juin qui a comme objectif d’augmenter la visibilité de la francophonie du Manitoba et de la faire rayonner à l’échelle du pays et à l’international. En s’enlignant avec la période de célébration du début de l'été, de la francophonie et de la Saint-Jean-Baptiste, le festival bonifacien attire une large clientèle anglophone, permettant ainsi de sensibiliser sur l’histoire de la francophonie au Manitoba.
Le 7 juillet 2021, le CCFM a inauguré le Patio 340, un espace culturel extérieur présentant une programmation artistique durant la période estivale. Le bar culturel tire son nom de l’adresse du CCFM, le 340, boulevard Provencher, à Winnipeg. Le Patio 340 propose une variété d’activités culturelles, incluant des performances d’artistes, des disc-jockeys, des groupes de musique et des événements artistiques, avec un accent sur le bilinguisme dans sa programmation, son personnel et son affichage. Depuis 2022, le Patio 340 offre une programmation culturelle à la salle Antoine-Gaborieau afin de maintenir ses activités culturelles dans un espace intérieur durant l’hiver. Cette initiative répond à la demande des artistes et de la communauté pour faire du Patio 340 une destination culturelle accessible toute l’année.
En 2024, le CCFM a célébré ses 50 ans d’existence avec une série d’événements tout au long de l’année. Les célébrations ont débuté le 25 janvier 2024 avec un spectacle musical réunissant une vingtaine d’artistes franco-manitobains qui ont mis en avant des chansons marquantes des 50 dernières années et des compositions originales de jeunes talents. D’autres activités incluent des expositions d’œuvres d’art et des spectacles multidisciplinaires. L’édition 2024 du festival « Saint-Boniface célèbre » a été organisée avec une dimension spéciale pour le 50e anniversaire du CCFM. À l’automne, un événement collaboratif avec le Conseil jeunesse provincial a été organisé, suivi d’un concert final organisé par le 100 NONS.

## Mission
Le Centre culturel franco-manitobain a pour mission de promouvoir et de célébrer la culture francophone au Manitoba en offrant un lieu central pour la vie artistique et culturelle. Situé dans le quartier historique de Saint-Boniface, il offre un lieu de rassemblement pour des événements culturels, comprenant des spectacles visuels et musicaux, des expositions d'art, ainsi que des festivals et des programmes éducatifs. Le CCFM gère des installations polyvalentes, telles que des salles de spectacle, un restaurant et des espaces sociaux, et il organise des activités variées allant de représentations théâtrales aux danses folkloriques. Il fournit également des services techniques spécialisés pour les événements culturels.

## Locataires
Les installations du CCFM accueillent de nombreux organismes artistiques et culturels qui partagent les valeurs et la mission établies par le Centre culturel.
- Centre du patrimoine
- Union nationale Métisse Saint-Joseph du Manitoba
- Théâtre Cercle Molière
- Chorale des Intrépides
- Les Éditions du Blé
- Freeze Frame
- La Radio Envol 91.1 FM (CKXL)
- 100 NONS Inc.
- Conseil Jeunesse Provincial (CJP)
- Alliance Chorale
- Union Nationale Française
- Stella’s au CCFM